# Hermannia veronicifoiia
Hermannia veronicifoiia är en malvaväxtart som först beskrevs av Christian Friedrich Frederik Ecklon och Zeyh., och fick sitt nu gällande namn av Bénédict Pierre Georges Hochreutiner. Hermannia veronicifoiia ingår i släktet Hermannia och familjen malvaväxter. Inga underarter finns listade i Catalogue of Life.